# Bett1Hulks Indoors 2020
bett1Hulks Indoors 2020 byl profesionální tenisový turnaj pořádaný jako součást mužského okruhu ATP Tour, který se hrál v Lanxess Aréně na krytých dvorcích s tvrdým povrchem Rebound Ace. Probíhal mezi 12. až 18. říjnem 2020 v německém Kolíně nad Rýnem jako první ročník turnaje.
bett1Hulks Indoors byl do kalendáře okruhu zařazen dodatečně jako náhrada za zrušené události kvůli koronavirové pandemii. O týden předcházel události bett1Hulks Championship 2020, která se uskutečnila ve stejné aréně.
Turnaj se sníženým rozpočtem 325 610 eur se řadil do kategorie ATP Tour 250. Nejvýše nasazeným hráčem ve dvouhře se stal sedmý tenista světa Alexander Zverev. Jako poslední přímý účastník do hlavní singlové soutěže nastoupil 90. hráč žebříčku Rakušan Dennis Novak.
Dvanácté turnajové vítězství na okruhu ATP Tour vybojoval Němec Alexander Zverev, jenž o týden později ovládl i kolínský Bett1Hulks Indoors. Čtyřhru vyhrála francouzská dvojice Pierre-Hugues Herbert a Nicolas Mahut, jejíž členové získali sedmnáctou společnou trofej.

## Rozdělení bodů a finančních odměn

### Rozdělení bodů
| Soutěž  | vítězové | finalisté | semifinalisté | čtvrtfinalisté | 16 v kole | 32 v kole | Q  | Q2 | Q1 |
| ------- | -------- | --------- | ------------- | -------------- | --------- | --------- | -- | -- | -- |
| dvouhra | 250      | 150       | 90            | 45             | 20        | 0         | 12 | 6  | 0  |
| čtyřhra | 250      | 150       | 90            | 45             | 0         | —         | —  | —  | —  |

### Finanční odměny
| Soutěž                              | vítězové | finalisté | semifinalisté | čtvrtfinalisté | 16 v kole | 32 v kole | Q2      | Q1      |
| ----------------------------------- | -------- | --------- | ------------- | -------------- | --------- | --------- | ------- | ------- |
| dvouhra                             | 24 880 € | 19 790 €  | 13 195 €      | 9 240 €        | 7 425 €   | 5 415 €   | 2 645 € | 1 375 € |
| čtyřhra                             | 8 840 €  | 6 450 €   | 5 120 €       | 3 790 €        | 2 850 €   | —         | —       | —       |
| částka ve čtyřhře je uvedena na pár |          |           |               |                |           |           |         |         |

## Mužská dvouhra

### Nasazení
| Stát                         | Hráč                  | ATP | Nasazení |
| ---------------------------- | --------------------- | --- | -------- |
| Německo                      | Alexander Zverev      | 7.  | 1.       |
| Španělsko                    | Roberto Bautista Agut | 10. | 2.       |
| Kanada                       | Félix Auger-Aliassime | 22. | 3.       |
| Francie                      | Benoît Paire          | 26. | 4.       |
| Srbsko                       | Filip Krajinović      | 29. | 5.       |
| Polsko                       | Hubert Hurkacz        | 31. | 6.       |
| Německo                      | Jan-Lennard Struff    | 32. | 7.       |
| Chorvatsko                   | Marin Čilić           | 40. | 8.       |
| Žebříček ATP k 28. září 2020 |                       |     |          |

### Jiné formy účasti
Následující hráči obdrželi divokou kartu do hlavní soutěže:
- Daniel Altmaier
- Andy Murray
- Mischa Zverev

Následující hráči postoupili z kvalifikace:
- Lloyd Harris
- Henri Laaksonen
- Oscar Otte
- Emil Ruusuvuori

Následující hráči postoupili z kvalifikace jako tzv. šťastní poražení:
- Marc Polmans
- Marcos Giron

### Odhlášení
před zahájením turnaje
- Aljaž Bedene → nahradil jej  Marc Polmans
- Ričardas Berankis → nahradil jej  Marcos Giron
- Gaël Monfils → nahradil jej  Dennis Novak
- Jošihito Nišioka → nahradil jej  Alejandro Davidovich Fokina

## Mužská čtyřhra

### Nasazení
| Stát                                                                    | Hráč                  | Stát               | Hráč          | ATP | Nasazení |
| ----------------------------------------------------------------------- | --------------------- | ------------------ | ------------- | --- | -------- |
| Polsko                                                                  | Łukasz Kubot          | Brazílie           | Marcelo Melo  | 18. | 1.       |
| Francie                                                                 | Pierre-Hugues Herbert | Francie            | Nicolas Mahut | 28. | 2.       |
| Jižní Afrika                                                            | Raven Klaasen         | Rakousko           | Oliver Marach | 39. | 3.       |
| Mexiko                                                                  | Santiago González     | Spojené království | Ken Skupski   | 98. | 4.       |
| Žebříček ATP k 28. září 2020; číslo je součtem umístění obou členů páru |                       |                    |               |     |          |

### Jiné formy účasti
Následující páry obdržely divokou kartu do hlavní soutěže:
- Daniel Masur /  Rudolf Molleker
- Alexander Zverev /  Mischa Zverev

### Odstoupení
v průběhu turnaje
- Ričardas Berankis

## Přehled finále

### Mužská dvouhra
- Alexander Zverev vs.  Félix Auger-Aliassime, 6–3, 6–3

### Mužská čtyřhra
- Pierre-Hugues Herbert /  Nicolas Mahut vs.  Łukasz Kubot /  Marcelo Melo, 6–4, 6–4